# Trận Thiểm Thành
Trận Thiểm Thành (chữ Hán: 陕城之战, Thiểm Thành chi chiến) là trận đánh diễn ra vào thời Nam Bắc Triều trong lịch sử Trung Quốc.
Năm 450, quân Tống đánh phá được trọng trấn Thiểm Thành  của Bắc Ngụy.

## Bối cảnh
Tháng 7, Tống Văn Đế Lưu Nghĩa Long vì Bắc Ngụy không ngừng phái binh nam phạm, nên đưa đại quân bắc phạt.
Tháng 10 nhuận, Trung binh tham quân Liễu Nguyên Cảnh, Chấn uy tướng quân Doãn Hiển Tổ, Phấn vũ tướng quân Lỗ Phương Bình, Kiến vũ tướng quân Tiết An Đô, Lược Dương thái thú Bàng Pháp Khởi đưa bộ quân trước sau chiếm các nơi Lô Thị, Hoằng Nông , tiến đến Thiểm Thành.

## Diễn biến
Tháng 11, Liễu Nguyên Cảnh nhậm chức Hoằng Nông thái thú, ở phía sau đại quân thu thuế chuẩn bị lương thảo.
Địa thế Thiểm Thành hiểm yếu, quân Tống nhất thời chưa thể đánh được. Lạc Châu thứ lại Trương Thị Liên Đề của Bắc Ngụy chỉ huy 2 vạn quân vượt Hào Sơn cứu viện Thiểm Thành, cùng Tiết An Đô giao chiến ở thành nam. Đột kị của quân Ngụy xông xáo, quân Tống không thể địch nổi. Tiết An Đô bỏ mũ cởi giáp, ngựa chiến cũng vứt đi yên cương, một mình một ngựa đột phá, giết quân Ngụy rất nhiều.
Buổi chiều, tướng Tống là Lỗ Nguyên Bảo dẫn binh từ Hàm Cốc quan  đuổi đến, quân Ngụy bèn lui.
Đêm ấy, Liễu Nguyên Cảnh sai phó tướng Liễu Nguyên Hỗ soái cứu binh 3000 bộ kị đến nơi, quân Ngụy còn chưa phát giác.
Hôm sau, Tiết An Đô tại phía tây nam thành bày trận, trước khi giao chiến, Tiết An Đô và Lỗ Phương Bình đã bàn nhau, quyết tâm tử chiến. Liễu Nguyên Hỗ dẫn binh từ cửa nam xuất kích, quân Ngụy không phòng bị, kinh hãi không thôi.
Quân Tống hăng hái tiến lên, đôi bên đánh nhau suốt ngày, quân Ngụy tan vỡ. Trương Thị Liên Đề cùng 3000 tướng sĩ bị chém chết, rất nhiều người chết đuối dưới sông, hơn 2000 người bị bắt.
Liễu Nguyên Cảnh thả hết những người đầu hàng. Quân Tống chiếm được Thiểm Thành.

## Đánh giá
Trận này, chỉ huy quân Tống là Liễu Nguyên Cảnh trù hoạch khéo léo, trước trận chiến đốc thúc lương thảo, trong trận chiến kịp thời phái binh tăng viện, sau trận chiến thả tù binh để tranh thủ lòng dân; tướng sĩ tham chiến đều đồng tâm hiệp lực, anh dũng hăng hái mà chiến đấu, cuối cùng giành được toàn thắng.